# Muhamet Vila
Muhamet Vila (* 7. März 1928 in Kavaja; † 18. Januar 2002) war ein albanischer Fußballspieler und -trainer.

## Karriere

### Verein
Vila begann seine Karriere im Jahr 1950 bei Dinamo Tirana. Mit dem Verein gewann er insgesamt sieben albanische Meisterschaften (1950, 1951, 1952, 1953, 1955, 1956 und 1960).

### Nationalmannschaft
Zwischen 1952 und 1953 absolvierte Vila insgesamt drei Länderspiele für die albanische Nationalmannschaft. Sein Debüt gab er im November 1952 in einem Freundschaftsspiel gegen die 
Tschechoslowakei. Sein letzter Einsatz erfolgte im November 1953 gegen Polen.

## Trainerkarriere
Zwischen 1971 und 1973 war er Cheftrainer des Vereins KS Besa Kavaja, mit dem er zweimal das albanische Pokalfinale erreichte. Unter seiner Leitung gelang Besa zudem der Einzug in das Finale des Balkanpokals 1971.